# Chloroperla susemicheli
Chloroperla susemicheli är en bäcksländeart som beskrevs av Peter Zwick 1967. Chloroperla susemicheli ingår i släktet Chloroperla och familjen blekbäcksländor. Inga underarter finns listade i Catalogue of Life.